# Robot col·laboratiu

Un robot col·laboratiu UR16e de la companyia danesa Universal Robots.

Un robot col·laboratiu, sovint abreujat com a cobot, és un tipus de robot industrial capaç d'assistir operaris humans en espais de treball compartits. Els cobots poden funcionar a la vora de persones sense barreres de seguretat mitjançant sensors que eviten col·lisions i, en cas de xocar, són lleugers, tenen la potència limitada i el manipulador té superfícies toves i arrodonides per prevenir lesions. Els robots col·laboratius sovint també es poden reprogramar fàcilment, permetent que s'emprin per a diferents tasques.
El grau d'interacció durant les operacions amb persones és molt variable; pot oscil·lar entre una coexistència, on operari i robot treballen separadament, o una col·laboració, on la feina del cobot ajuda directament al treballador. Abans d'implementar un cobot s'han d'avaluar i minimitzar tots els riscos, seguint uns estrictes estàndards de seguretat. El resultat és un procés segur amb un cobot que augmenta la productivitat, encarregant-se de les tasques més repetitives o cansades, en aplicacions diverses com l'empaquetatge, muntatge, càrrega i descàrrega, mecanitzat... Gràcies a tot aquest conjunt de característiques, i un cost menor que el dels robots industrials convencionals, els cobots solen ser especialment indicats per a pimes.
L'any 2021 es van instal·lar aproximadament 39.000 cobots globalment, un 7,5% del total de 517.385 robots industrials muntats aquell any segons la Federació Internacional de Robòtica. D'ençà de la comercialització del primer robot col·laboratiu l'any 2008, aquest mercat ha crescut i s'ha consolidat amb l'entrada de nous fabricants i la diversificació de les aplicacions. S'espera que aquest sector continuï creixent en el futur, empès per la indústria electrònica que empra majoritàriament robots amb poca càrrega útil.

## Característiques
Els robots col·laboratius, en termes de disseny, no han de ser estrictament diferents d'un robot industrial convencional. La diferència més important rau en els components de seguretat, que poden venir equipats de sèrie o es poden afegir durant la instal·lació per mitigar riscs. Aquests components de seguretat poden ser actius o passius.

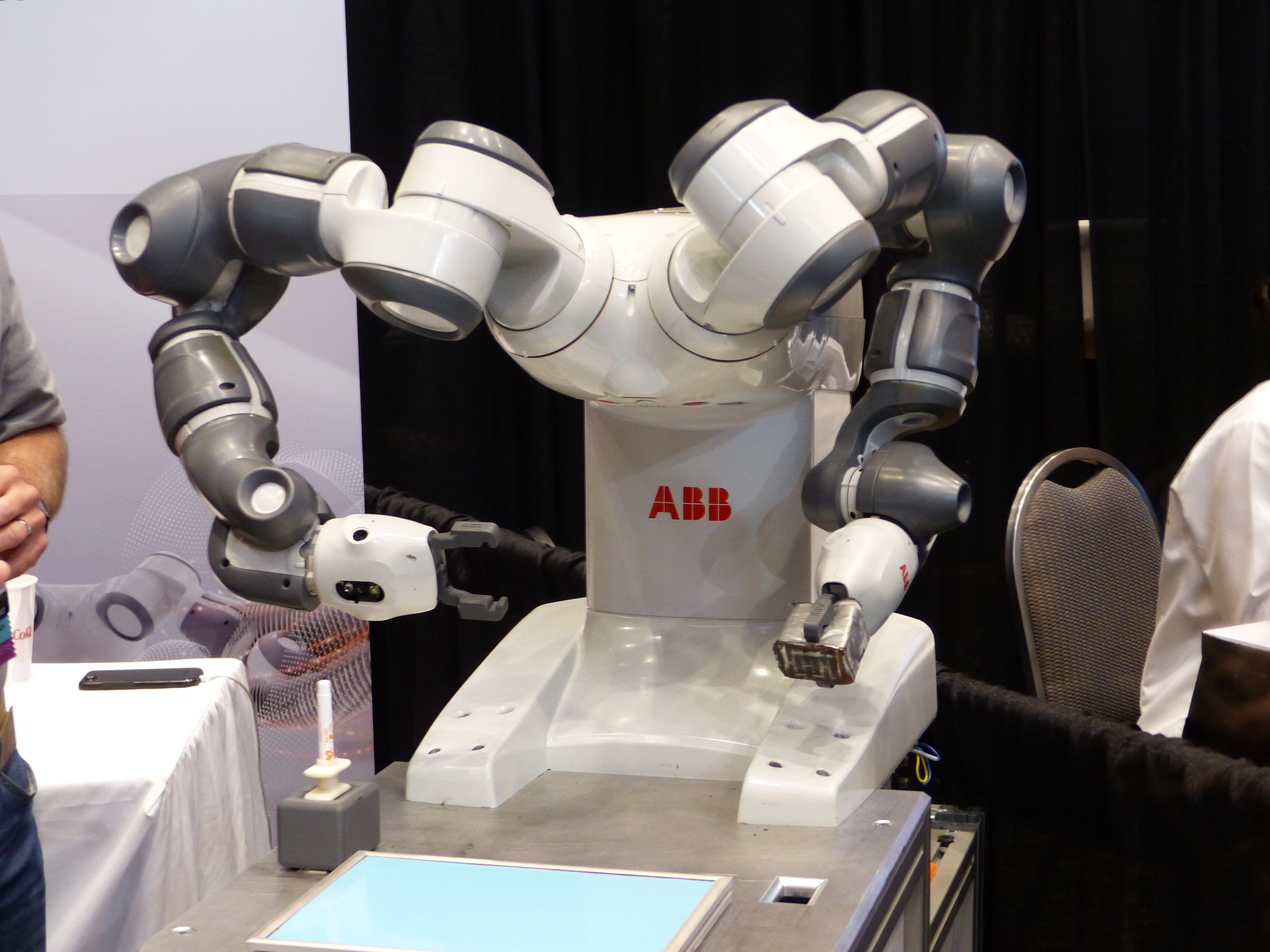
El robot col·laboratiu IRB 14000 d'ABB té un disseny lleuger, superfícies toves de plàstic i control de posició com a elements de seguretat estàndard.

Els elements passius són tries de disseny o components afegits al robot que redueixen el risc de lesió en cas de contacte involuntari amb una persona. Els robots col·laboratius no tenen angles aguts i totes les parts perilloses són arrodonides. Tampoc tenen parts que puguin pinçar o atrapar els membres d'una persona durant una rotació. Les superfícies solen estar recobertes de materials tous, sovint plàstic revestit d'espuma, capaç d'absorbir energia en cas d'impacte. Els cables o les vies d'aire comprimit són encaminats per espais interns del robot o es tapen per evitar entortolligaments amb la gent. Finalment, els cobots solen ser fabricats amb materials lleugers per reduir la inèrcia.
Els elements actius, per altra banda, són sensors i programari que controlen l'operació del cobot i eviten impactes amb els treballadors. En aquest cas, lidars o càmeres es poden fer servir per reduir la velocitat si s'acosta un operari. Alguns cobots tenen sensors capacitius a la superfície, que permeten detectar i aturar l'operació quan una persona està a punt de xocar. Finalment, en cas de contacte, els cobots solen estar equipats amb sensors de parell o força que si detecten un contacte inesperat aturen o apliquen un moviment en la direcció contrària per reduir la força de l'impacte.

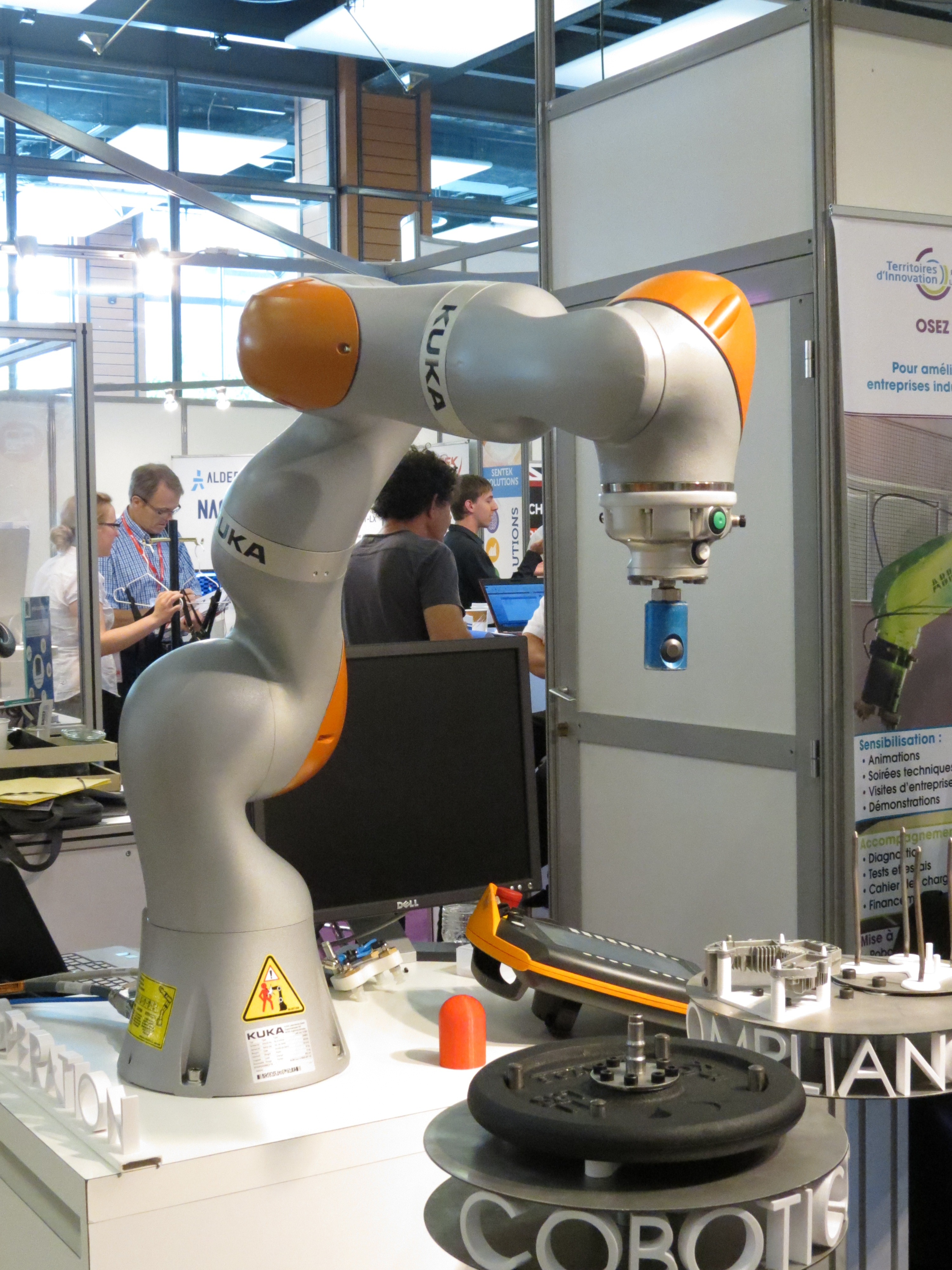
Robot col·laboratiu LBR iiwa de l'empresa alemanya KUKA.

## Graus de col·laboració
Tots els robots col·laboratius poden funcionar de forma segura sense cap barrera, compartint l'espai de treball amb persones. Tot i això, hi ha diferents graus de col·laboració entre persones i robots, amb diverses classificacions i terminologia. Una categorització basada en l'espai i el temps de treball estableix tres possibles graus de col·laboració:
- Coexistència, quan l'operador humà i el cobot treballen en espais separats al mateix temps. Generalment no interactuen entre ells.
- Cooperació, quan el treballador i el robot col·laboratiu treballen al mateix espai però en moments diferents.
- Col·laboració, quan l'operari i el cobot treballen al mateix espai alhora. Generalment es necessiten sensors o sistemes de visió per ordinador perquè les accions d'un afecten a l'altre.[5]

### Operacions col·laboratives
Segons les normes ISO 10218 1 i 2, i més àmpliament descrit a l'especificació tècnica ISO/TS 15066:2016, hi ha quatre modes principals d'operació col·laborativa: a) parada controlada amb classificació de seguretat, b) guiatge manual, c) monitoratge de velocitat i separació, d) limitació de potència i força.
La parada controlada amb classificació de seguretat és un mode d'operació col·laboratiu que atura els moviments del cobot abans que un operari entri a l'espai de treball compartit. En aquest mode el robot col·laboratiu generalment treballa sol i el treballador només entra a l'espai compartit per acabar la tasca.
En el mode de guiatge manual un operari dirigeix el cobot amb la mà, o una palanca de control, i transmet directament les ordres al sistema cobot. Els moviments poden tenir velocitats de fins a 1.000-1.200 mm/s, compatible amb la velocitat dels braços d'una persona. Aquest mode no s'ha de confondre amb la programació per exemple.

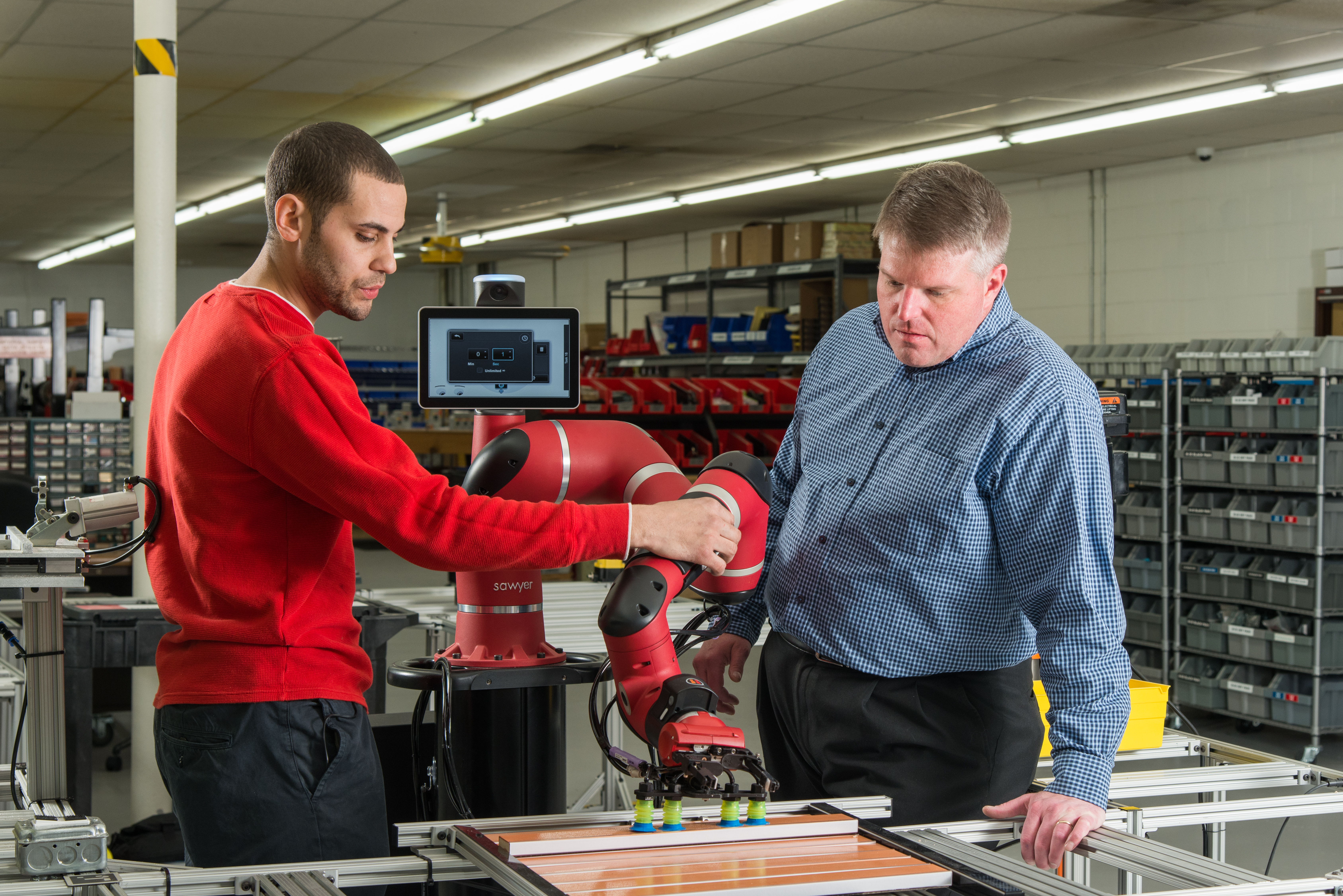
Un cobot Sawyer, de Rethink Robotics, funcionant en mode guiatge manual. Aquest model és una simplificació del Baxter, un robot col·laboratiu de dos braços.

El monitoratge de velocitat i separació és un mode de col·laboració on el sistema robot contínuament comprova on són les persones del seu voltant mitjançant sensors. Depenent de com de lluny siguin els operaris el cobot es mourà més o menys ràpid i, en cas que s'acostin massa, s'atura completament l'operació. Quan els treballadors s'aparten de la zona el sistema torna a funcionar automàticament.
Finalment, el mode de limitació de potència i força redueix els efectes d'un impacte accidental perquè no provoquin cap lesió. En aquest cas hi poden haver xocs ocasionals amb el cobot però, mitjançant sensors de potència i força, mai causaran danys.

## Exemples
El concepte de robot col·laboratiu fou introduït l'any 1996 per J. Edward Colgate i Michael Pashkin. Tot i això, els primers cobots eren passius i operats per humans, diferint significativament dels models emprats avui en dia. Els robots col·laboratius actuals deriven dels robots lleugers desenvolupats a partir de la dècada dels 90 per KUKA i l'institut de robòtica i mecatrònica al DLR o per Universal Robots a partir del 2005. Els primers cobots comercialitzats van ser els braços robòtics UR5, de l'empresa Universal Robots, l'any 2008. Aviat altres petites companyies van imitar-los, com per exemple el Baxter de Rethink Robotics o l'Speedy 10 de MABI. Davant l'èxit que van tenir aquests primers models, les grans companyies es van afegir ràpidament a aquest mercat. Per exemple, ABB va presentar el model YuMi, KUKA el LBR iiwa, Fanuc el CR-35iA i Stäubli el TX2.
A la taula adjuntada a continuació, Taula 1, es resumeixen algunes de les característiques tècniques dels cobots més populars l'any 2019.
| Fabricant                 | Model                                                                       | Càrrega útil (kg) | Abast (mm)          | Repetibilitat (mm) | Sensors interns i control                                             | Número d'eixos                         |
| ------------------------- | --------------------------------------------------------------------------- | ----------------- | ------------------- | ------------------ | --------------------------------------------------------------------- | -------------------------------------- |
| ABB                       | YuMi (dos braços IRB 14000, un braç IRB 14050)                              | 0,5 per braç      | 500-559             | ±0,02              | Codificador rotatiu i mesura de voltatge                              | 7 per braç                             |
| Comau                     | AURA                                                                        | 170               | 2.800               | ±0,1               | Codificador rotatiu, pell artificial i lidar (opcional)               | 6                                      |
| Fanuc                     | CR-4iA, CR-7iA, CR-7iA/L, CR-14iA/L, CR-15iA, CR-35iA                       | 4-35              | 550-1.813           | ±0,01-0,03         | Sensor de força (base)                                                | 6                                      |
| Kawasaki Heavy Industries | duAro1, duAro2                                                              | 2-3 per braç      | 760-785             | ±0,05              | Control de posició                                                    | 4 per braç                             |
| KUKA                      | iisy, iiwa 7 R800, iiwa 14 R820                                             | 3-14              | 600-820             | ±0,1-0,15          | Sensor de parell a cada eix i control de posició                      | 6 (iisy) 7 (iiwa)                      |
| Omron / Techman           | TM5 700, TM5 900, TM12, TM14                                                | 4-14              | 700-1.300           | ±0,05 (TM5) ±0,1   | Càmera al canell, codificador rotatiu i mesura de voltatge            | 6                                      |
| Precise Automation        | PP100, PF3400, PAVP6, PAVS6                                                 | 2-7               | 432-770 o 685-1.270 | ±0,02-0,1          | Codificador rotatiu i mesura de voltatge                              | 4 (cartesià, scara) 6 (canell esfèric) |
| Rethink Robotics          | Baxter, Sawyer                                                              | 4 (2 per braç)    | 1.260 per braç      | ±0,1               | Sensors de parell a cada eix i control de posició                     | 7 per braç                             |
| Staübli                   | TX2-40, TX2touch-60, TX2touch-60L, TX2touch-90, TX2touch-90L, TX2touch-90XL | 2,3-20            | 515-1.450           | ±0,02-0,04         | Control de posició i pell artificial                                  | 6                                      |
| Universal Robots          | UR3, UR3e, UR5, UR5e, UR10, UR10e, UR16e                                    | 3-16              | 500-1.300           | ±0,03-0,1          | Codificador rotatiu, mesura de voltatge, cel·la de càrrega multiaxial | 6                                      |
| Yaskawa                   | HC10, HC10DT                                                                | 10                | 1.200               | ±0,1               | Sensors de parell a cada eix i control de posició                     | 6                                      |